# Because (披頭四歌曲)
《Because》是由英國搖滾樂團披頭四成員約翰·藍儂創作、收錄於專輯《艾比路》的1969年歌曲。（作品上是以藍儂-麥卡尼「Lennon–McCartney」的名義發表）

## 歌曲概要
某日藍儂與他當時交往的戀人小野洋子在一起時，洋子正彈奏著貝多芬的《月光奏鳴曲》第一樂章，而藍儂便突然提議洋子將樂譜倒著彈看看，之後倒著彈的曲調便成了藍儂創造《Because》的靈感來源。
樂曲的內容是以合唱為主，由製作人喬治·馬丁彈奏大鍵琴的旋律作為主要伴奏，其中高、中、低音合唱分別由保羅·麥卡尼、藍儂、喬治·哈里森負責。樂團的鼓手林哥·史達雖未在作品裡合唱，但有在正式錄製前的協助一些節拍上的指引。

## 歌詞[3]
Ah, because the world is round
It turns me on
Because the world is round

Ah, because the wind is high
It blows my mind
Because the wind is high

Ah, love is old, love is new
Love is all, love is you

Because the sky is blue
It makes me cry
Because the sky is blue
Ah, ah, ah, ah

## 演奏成員
- 約翰·藍儂：中音合唱、吉他
- 保羅·麥卡尼：高音合唱、貝斯
- 喬治·哈里森：低音合唱、穆氏音樂合成器
- 喬治·馬丁：電子大鍵琴

## 翻唱．演奏者
- 比吉斯與艾利斯古柏樂團：收錄於1978年的《比伯軍曹寂寞芳心俱樂部》的同名電影原聲帶
- 陳美：以小提琴獨奏、收錄於喬治·馬丁的1998年專輯《In My Life》中的第五首
- 艾略特·史密斯：收錄於1999年的《美國心玫瑰情》電影原聲帶